# 萨尔马托
萨尔马托（義大利語：Sarmato），是意大利皮亚琴察省的一个市镇。总面积26平方公里，人口2860人，人口密度110.0人/平方公里（2009年）。ISTAT代码为033042。